# Lubomír Koukal
Lubomír Koukal (8. února 1925 Mohelnice – 12. prosince 1951 Věznice Pankrác) byl český student a protikomunistický odbojář odsouzený v politickém procesu komunistickým režimem k trestu smrti a v roce 1951 popraven.

## Životopis

### Dětství a mládí
Narodil se v roce 1925 v Mohelnici otci Bedřichovi a matce Boženě. Měl tři sourozence (bratra Ladislava, sestru Dagmar a nevlastního bratra Miroslava). Otec byl živnostník, po jeho smrti jeho živnost převzala jeho matka. Kolem roku 1931 se rodina odstěhovala do Strašic. Vzhledem k Velké hospodářské krizi ale hostinec, který provozovala, musela prodat. Rodina se pak odstěhovala do Rakovníka, kde byl nevlastní otec Koukala zaměstnán jako číšník. Ještě později se pak všichni odstěhovali do Kroměříže.
V mládí ve Strašicích absolvoval obecnou školu a v Rakovníku absolvoval reálné gymnázium, jehož studium úspěšně ukončil až po konci druhé světové války v Kroměříži. Od února do srpna 1944 byl totálně nasazen v Německu. Od srpna 1944 pracoval v Kroměříži jako pomocný dělník ve vojenském skladu.

### Po únoru 1948
Do roku 1950 studoval na Vysoké škole hospodářských věd. Ke studiím přitom obdržel stipendium, jehož platnost ovšem vypršela v únoru 1950. Kvůli tomu musel opět začít pracovat jako pomocný dělník. Vstoupil rovněž do Československého svazu mládeže.
V létě 1950 pracoval na stavbě v Sázavě. V srpnu 1950 se spolu se svými přáteli, se kterými byl na dovolené, dostal do hraničního pásma s Rakouskem. Poté byl zatčen příslušníky rakouské pohraniční stráže a předáni vojákům Rudé armády. Následně byl převezen zpět do Československa, kde byl několik týdnů držen ve vazbě. Z ní byl poté propuštěn a donucen ke spolupráci s StB. Se svými přáteli se poté rozhodl zemi opustit. První pokus plánovali na listopad 1950, nakonec se ale státní hranici překročit neodhodlali. Podobně dopadl i pokus na Nový rok 1951. O den později pak Koukal začal pracovat na pozici úředníka u Československých státních statků.

#### Útěk ze země a následný návrat

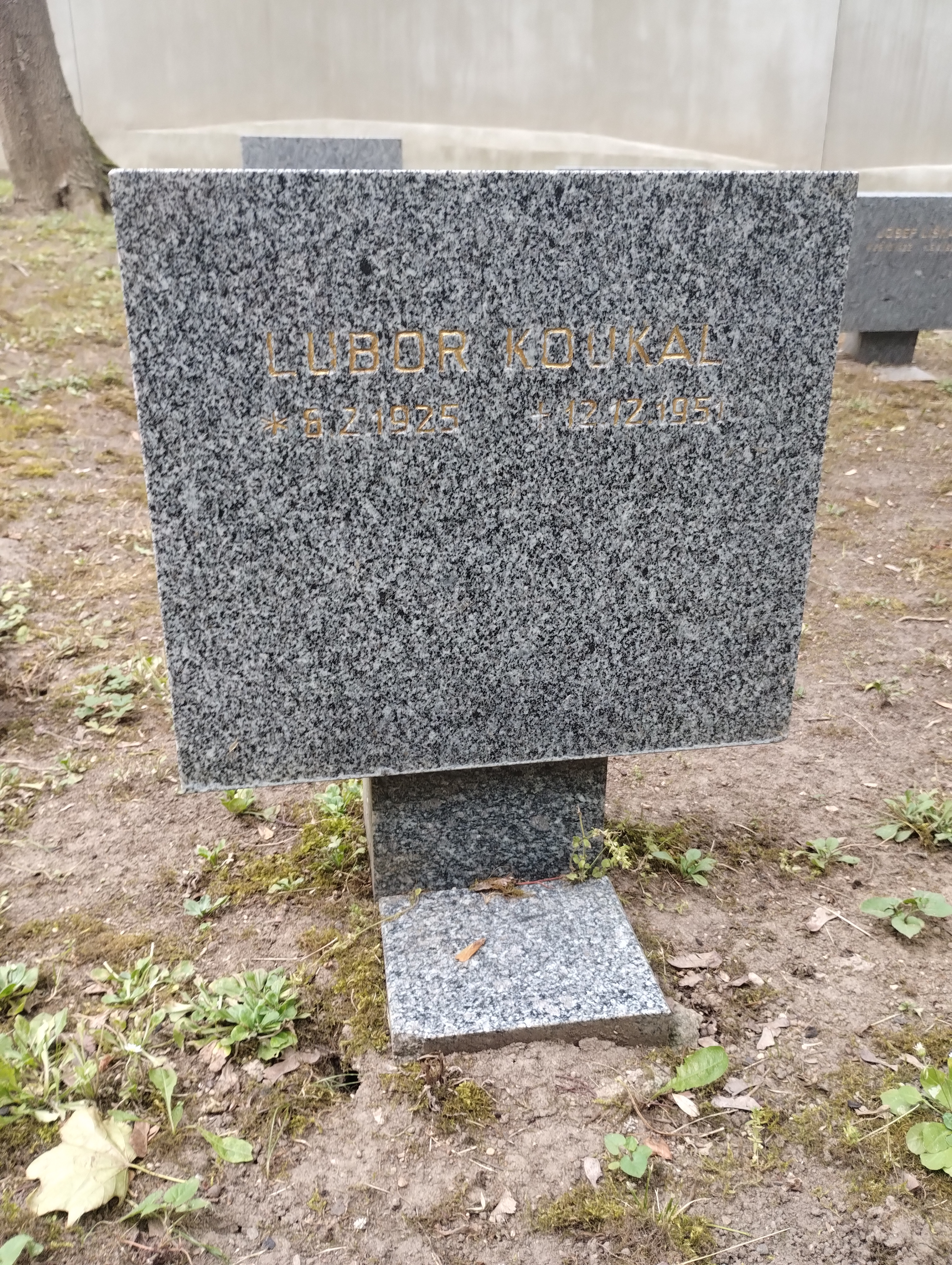
Symbolický náhrobek L. Koukala na Čestném pohřebišti v Ďáblicích

Dne 7. ledna 1951 se nakonec ke kroku definitivně rozhodl a po úspěšném nelegálním překročení státní hranice odcestoval do Vídně. Poté ve Vídni přebýval u kontaktu jednoho ze svých přátel. Vzhledem k tomu, že při útěku spadl do nezamrzlé řeky, poté strávil první dny v exilu nemocný. Poté se 20. ledna 1951 dostal do uprchlického tábora v Salcburku. V něm si poté přivydělával jako dělník a úředník, ale po celou dobu jej trápil nedostatek finančních prostředků. V březnu 1951 se podařilo hranici překročit i jeho přítelkyni. Vzhledem k absenci finančních prostředků se jim ale nedařilo odcestovat a postupem času měli sotva dostatek peněz na potraviny. V dubnu 1951 se tak vrátil zpět do země, aby rodinu své partnerky požádal o finanční pomoc. S sebou do země zároveň nesl řadu dopisů a dalších věcí, za jejichž doručení do Československa mu zaplatila řada osob pobývajících v salcburském táboře.  Navázal navíc spolupráci s americkou tajnou službou CIC. Hranici se mu úspěšně podařilo překročit. Poté odjel vlakem z Chlumu u Třeboně do Veselí nad Lužnicí. Po opuštění vlaku jej ovšem dva příslušníci SNB vyzvali k předložení dokladů, zcela mu ovšem chyběl občanský průkaz. Poté byl odveden do nádražní kanceláře. Tam se jej příslušníci SNB pokusili zatknout, nicméně Koukal se zatčení bránil, přičemž zastřelil jednoho příslušníka SNB a dalšího těžce zranil.

#### Soudní proces a smrt
V květnu 1951 byl obžalován a za trestné činy velezrady, vyzvědačství, vraždy a pokusu o vraždu a v politickém procesu zvaném Koukal a spol. poté v červenci 1951 odsouzen k trestu smrti, ztrátě občanských práv a propadnutí veškerého majetku. V srpnu 1951 nebylo vyhověno Koukalovu odvolání a prezident Klement Gottwald odmítl rovněž Koukalovi udělit milost. Popraven tak byl v prosinci 1951.
Po sametové revoluci byl rehabilitován nejprve v případu velezrady a vyzvědačství, v červnu 1993 poté i v případu vraždy a pokusu o vraždu.